# SKIF-CSP Izmailovo
SKIF-CSP Izmailovo é um clube de polo aquático da cidade de Izmailovo, Rússia.

## História
O clube foi fundado em 1991.

## Títulos
- Liga Russa de Polo aquático
  - 1995, 1996, 1997, 1998